# Coenraad Hiebendaal
Coenraad Christiaan Hiebendaal (* 10. April 1879 in Gorinchem; † 3. Juni 1921 in Amsterdam) war ein niederländischer Ruderer.
Im Jahr 1900 trat er zusammen mit Geert Lotsij, Paul Lotsij, Johannes Terwogt und Steuermann Hermanus Brockmann bei den Olympischen Spielen in Paris im Vierer mit Steuermann an. Im zweiten Halbfinale landeten sie auf dem ersten Platz. Aufgrund einer Kontroverse um die Finalteilnehmer, gab es letztendlich zwei Finalläufe mit eigens vergebenen Medaillen. Im zweiten Finallauf nahm Hiebendaal mit seinem Team teil und gewann die Silbermedaille.
Hiebendaal war Mitglied in der ASR Nereus, einem Ruderverein von Amsterdamer Studenten. Nach seinem Studium war er Arzt tätig. 